# Raon-sur-Plaine
Raon-sur-Plaine è un comune francese di 158 abitanti situato nel dipartimento dei Vosgi nella regione del Grand Est.

## Storia

### Simboli
Lo stemma di Raon-sur-Plaine si blasona: 
Il campo di rosso e i salmoni addossati ricordano che Raon-sur-Plaine un tempo faceva parte della contea di Salm.

## Società

### Evoluzione demografica
Abitanti censiti